# 86P/Wild
86P/Wild  eller Wild 3 är en periodis komet som upptäcktes i april 1980 av den Schweiziska astronomen Paul Wild vid Observatorium Zimmerwald.
Kometen har en diameter på ungefär 860 m.